# Колев, Атанас
Атанас Иванов Колев (род. 15 июля 1967, Ботевград) — болгарский шахматист, гроссмейстер (1993).
В составе сборной Болгарии участник 4-х Олимпиад (1992—1994, 1998—2000).

## Биография
Атанас был тренером женской сборной Болгарии по шахматам в 2004—2006 годах. Колев и его коллега болгарский гроссмейстер Кирилл Георгиев являются соавторами бестселлера «The Sharpest Sicilian», книги о Найдорфском варианте сицилианской защиты, которая была опубликована в 2007 году. Через пять лет после первого издания книга была полностью переписана и переработана, и в октябре 2012 года вышла книга «The Sharpest Sicilian 2012». Атанас и македонский гроссмейстер Трайко Недев являются соавторами книги «Самая легкая сицилианка», посвященной Свешниковскому варианту сицилианки, которая была опубликована в 2008 году.
Он выиграл 33-й Открытый чемпионат Пловдива 2011, разделил первое место с гроссмейстером Чепариновым на Albena Open 2011, выиграл 20-й ежегодный чемпионат Midway в Чикаго 2011 и Первый ежегодный международный шахматный фестиваль в Детройте 2011. Он выиграл пять из шести турниров, в которых играл в 2011 году, и к концу того года достиг выдающегося карьерного рубежа: он выиграл (или разделил первое место) в 60 международных шахматных турнирах.

## Изменения рейтинга
| Графики недоступны из-за технических проблем. См. информацию на Фабрикаторе и на mediawiki.org. |